# Katarína Tóthová
Katarína Tóthová (ur. 6 lutego 1940 w Bratysławie) – słowacka prawnik i wykładowca akademicki, w latach 1992–1994 minister sprawiedliwości, następnie wicepremier Słowacji (1994–1998).

## Życiorys
W 1962 ukończyła studia na Wydziale Prawa Uniwersytetu Komeńskiego w Bratysławie, gdzie następnie uzyskała doktorat i habilitację oraz pracowała do 1991 jako wykładowca akademicki. W 1989 została członkiem Komisji Legislacyjnej przy Ministerstwie Spraw Wewnętrznych Republiki Słowackiej, następnie zaś była członkiem takiej rady przy rządzie federalnym.
W okresie komunizmu nie należała do ugrupowań politycznych. W 1991 wstąpiła do Ruchu na rzecz Demokratycznej Słowacji, z ramienia którego od czerwca 1992 do marca 1994 pełniła funkcję ministra sprawiedliwości. W marcu 1993 uzyskała mandat posłanki do Rady Narodowej Republiki Słowackiej. W latach 1994–1998 była wicepremierem w rządzie Vladimíra Mečiara. Od 1998 ponownie sprawuje mandat posłanki do Rady Narodowej.
Jest autorką licznych publikacji (w tym podręczników) z dziedziny prawa.